# Legs McNeil
Pour les articles homonymes, voir McNeil.
Roderick Edward "Legs" McNeil (né le 27 janvier 1956 à Cheshire, Connecticut) est journaliste, cofondateur du magazine Punk. Il fut aussi rédacteur au magazine Spin et rédacteur en chef de Nerve. 
Legs McNeil est originaire de Cheshire, dans le Connecticut. Âgé de 18 ans en 1975, dégouté du mouvement hippie qui ne semblait aller nulle part, Eddie McNeil et deux amis de lycée, John Holmstrom et Ged Dunn se réunissent. Ils avaient dans l'idée de créer "une sorte de média" pour vivre. Ils se décidèrent à faire un magazine supposant que "les gens les trouveraient cool et traîneraient avec eux" et leur "donneraient des boissons gratuites". Le nom de "punk" fut choisi parce qu'il "semblait rassembler ...tout ...odieux, malin mais pas prétentieux, absurde, ironique et les choses qui font appel au côté le plus obscur".
Surnommé "le punk résident" du magazine, il prétend avoir été la première personne (avec John Holmstrom) à employer le terme "punk" pour décrire un certain type de musique, de mode et d'attitude. Il dit avoir inventé ce terme d'après la réplique "you lousy punk!" de Telly Savalas dans la série Kojak. Selon lui : "après que quatre ans à faire le magazine PUNK, et à se faire essentiellement ridiculiser, soudain tout était punk". Il quitta alors le magazine.
Il apparaît dans Punk attitude, le documentaire de Don Letts.